# فيليبي كونا إي سيلفا
فيليبي كونا إي سيلفا هو لاعب كرة مضرب برتغالي، ولد في 31 مارس 1997 في كاشكايش في البرتغال.

## وصلات خارجية
- فيليبي كونا إي سيلفا على موقع رابطة محترفي التنس (الإنجليزية)
- فيليبي كونا إي سيلفا على موقع الاتحاد الدولي لكرة المضرب (الإنجليزية)
- فيليبي كونا إي سيلفا على موقع خلاصة التنس.كوم (الإنجليزية)